# Tianguistenco
Tianguistenco és un municipi de l'estat de Mèxic. Santiago Tianguistenco és el cap de municipi i principal centre de població d'aquesta municipalitat. Aquest municipi és a la part nord-occidental de l'estat de Mèxic. Limita al nord amb els municipis de San Mateo Atenco i Capulhuac, al sud amb Ocuilan, a l'oest amb Almoloya del Río i a l'est amb Ocoyoacac.